# Brandi Rhodes
Brandi Alexis Runnels (* 23. Juni 1983 in Louiseville, Kentucky, USA als Brandi Alexis Reed) ist eine US-amerikanische Ringsprecherin, Wrestlerin, Model und Reality-Star, die bei All Elite Wrestling als Chief Brand Officer sowie als Wrestlerin unter Vertrag stand. Dort tritt sie unter dem Ringnamen Brandi Rhodes auf. Bis 2016 stand sie bei World Wrestling Entertainment unter Vertrag, wo sie unter den Ringnamen Eden Stiles auftrat. Sie ist die Ehefrau des US-amerikanischen Wrestlers Cody Runnels, besser bekannt unter seinen Ringnamen Cody Rhodes bzw. Stardust, Schwägerin von Dustin Runnels, der unter den Ringnamen Dustin Rhodes bzw. Goldust antritt und Schwiegertochter der mittlerweile verstorbenen Wrestling-Legende Virgil Riley Runnels Jr., der unter dem Ringnamen Dusty Rhodes bekannt war.
Neben ihrer Tätigkeit als Wrestlerin, ist sie Teil der Reality-Show WAGS Atlanta auf dem TV-Sender E! Entertainment Television.

## Lebenslauf
Sie wurde in Canton, Michigan geboren und hat einen älteren Bruder. Sie studierte an der Universität in Michigan in Ann Arbor und arbeitete zwei Jahre als Nachrichtensprecherin. Nachdem sie nach Miami gezogen war, arbeitete sie als Model. Ihren Master-Abschluss in Journalismus machte sie an der Universität in Miami. Mit vier Jahren begann sie mit Eiskunstlauf und hörte mit 21 Jahren mit Eiskunstlauf auf. Sie spielte in Werbungen für Budweiser und KFC mit. Sie wurde unter anderem für das Männermagazin Maxim fotografiert. Sie hat ihre eigene Linie von Bademoden, genannt Confection Swimwear ins Leben gerufen.
Im September 2013 heiratete sie den Wrestler Cody Runnels, der damals unter dem Ringnamen Cody Rhodes auftrat.
Seit dem 2. November 2017 ist sie Teil der Reality-Show WAGS Atlanta, die auf dem TV-Sender E! Entertainment Television ausgestrahlt wird.

## Wrestlingkarriere

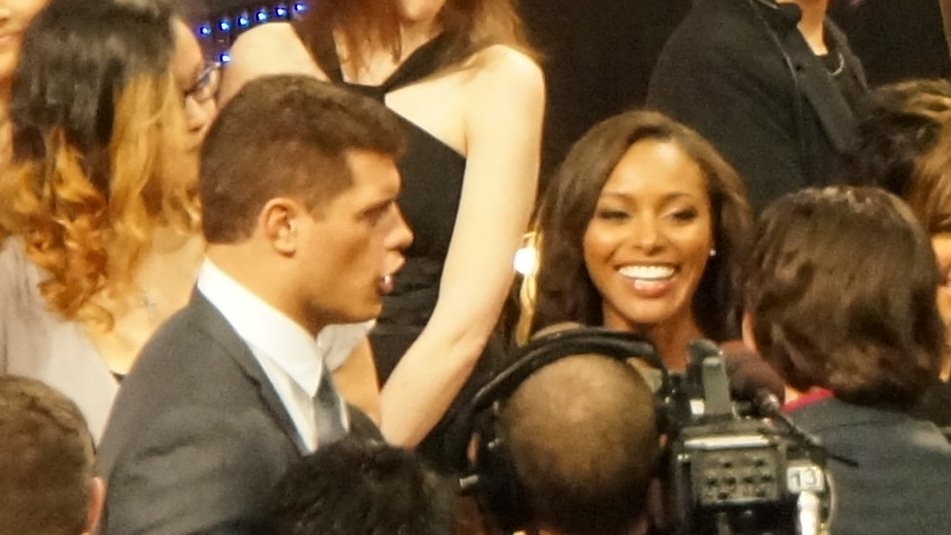
Runnels mit ihrem Ehemann Cody.

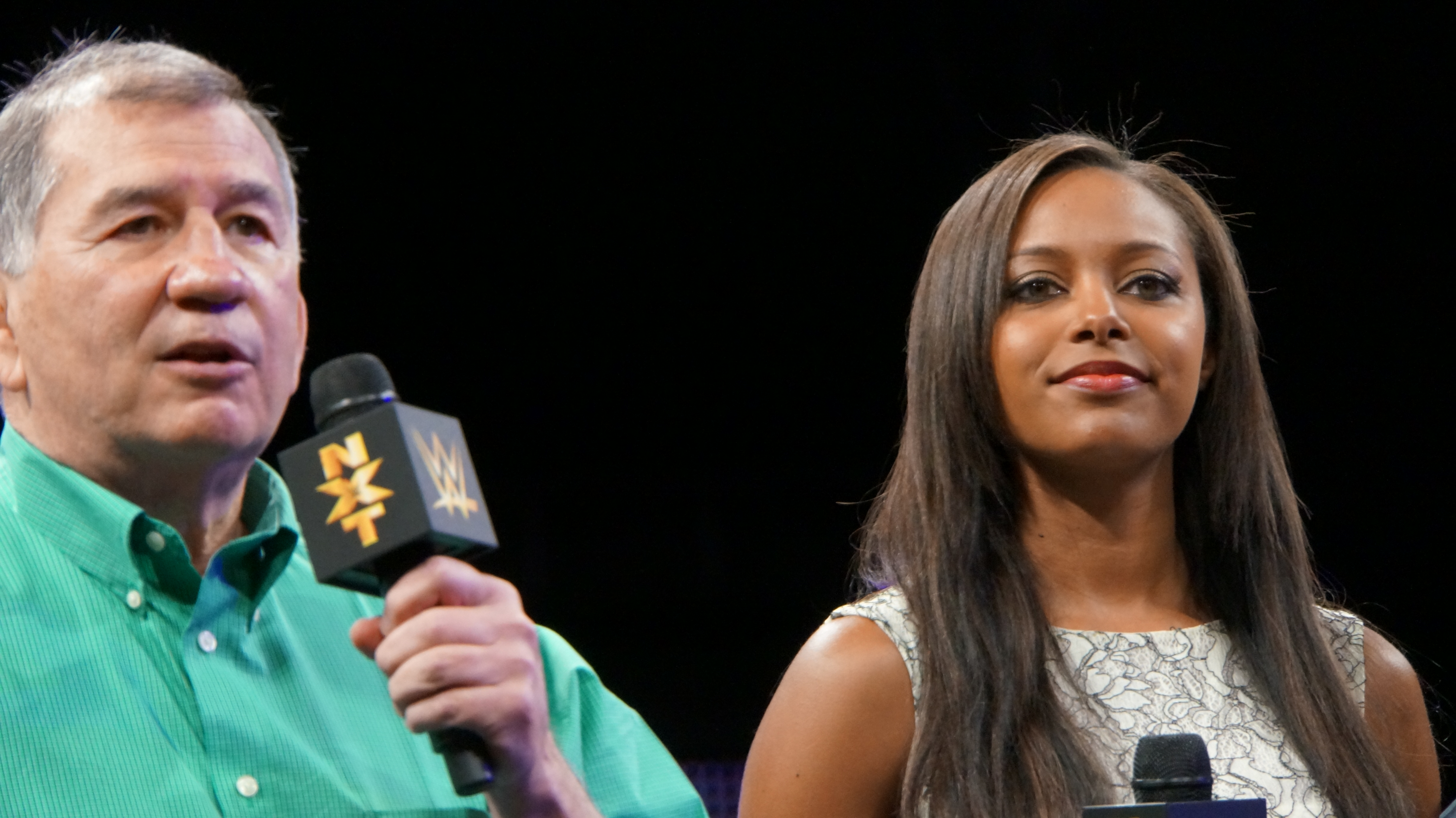
Runnels mit Wrestling-Legende Pat Patterson.

### WWE (2011)
Im März 2011 unterzeichnete sie einen Entwicklungsvertrag bei World Wrestling Entertainment und trat bei Florida Championship Wrestling (FCW), der damaligen Aufbauliga von World Wrestling Entertainment, unter dem Ringnamen Brandi auf. Ihr Debüt gab sie im April 2011 bei einer FCW-Houseshow als Begleiterin von Lucky Cannon. Zuerst fungierte sie unter dem Ringnamen Brandi Stiles als Ringsprecherin bei NXT und trat in einigen Ausgaben von WWE SmackDown auf. Am 2. Mai 2011 wurde sie Ringsprecherin bei WWE Superstars. Am 16. Juli 2011 gab sie bei FCW Summer Slamarama ihr Ring-Debüt als Eden bei einer Battle Royal, die Sonia für sich entschied. Im Dezember 2011 wurde sie auf ihren eigenen Wunsch aus ihrem WWE-Vertrag entlassen.

### WWE (2013–2016)
Im November 2013 verkündete sie über Twitter ihre Rückkehr zur WWE. Bei WWE nahm sie wieder ihre Rolle als Ringsprecherin auf und war seitdem Ringsprecherin bei WWE NXT. Im Februar 2014 begann sie einen Video-Blog, das bis Januar 2015 lief, der auf der WWE-Website veröffentlicht wurde. Im Oktober 2014 wurde sie Ringsprecherin und Backstage-Interviewerin von WWE SmackDown und WWE Main Event. Ende März 2015 ersetzte sie eine Zeit lang Lilian Garcia, die sich von einer Operation erholte, als Ringsprecherin von WWE Raw. Bei Extreme Rules arbeitete sie erstmals gemeinsam mit JoJo als PPV-Ringsprecherin. Nachdem ihr Ehemann Cody Rhodes die WWE verlassen hatte, gab sie drei Tage später am 25. Mai 2016 bekannt, dass sie ihrem Ehemann folgen und die WWE ebenfalls verlassen wird.

### TNA (2016–2017)
Am 19. September 2016 gab Total Nonstop Action Wrestling bekannt, dass sie bei der Promotion einen Vertrag unterzeichnet hat und das sie unter dem Ringnamen Brandi Rhodes auftreten wird.
Am 2. Oktober 2016 debütierte sie mit ihrem Ehemann Cody Runnels, der bei TNA unter dem Ringnamen Cody antritt, bei Bound for Glory, indem sie Mike Bennett und Maria konfrontierten. Am 28. Oktober 2016 bestritt sie an der Seite ihres Ehemannes ihr erstes Match bei TNA, indem sie in einem Mixed Tag Team-Match Mike Bennett und Maria besiegten. Danach war sie in einer Fehde zwischen ihrem Ehemann und Moose involviert.

### Ring of Honor (2017–2018)
Ihren ersten Auftritt für Ring of Honor hatte sie am 2. Dezember 2016 bei Final Battle, als sie ihrem Ehemann Cody Rhodes bei seinem Match gegen Jay Lethal zur Seite stand. Ihr erstes Match für ROH bestritt sie am 29. Juli 2017 in einem Tag Team-Match. Bei der ROH-Ausgabe vom 13. Januar 2018, welche am 16. Dezember 2017 aufgezeichnet wurde, besiegte sie Stella Grey und qualifizierte sich durch den Sieg für das ROH Women Of Honor-Turnier, wo die erste Women of Honor Championesse gekürt werden soll. Bei der ROH-Ausgabe vom 20. Januar 2018, welche am 17. Dezember 2017 aufgezeichnet wurde, besiegte sie in der ersten Runde des Turniers Karen Q. Am 9. März 2018 bei der ROH 16th Anniversary Show verlor sie im Viertelfinale gegen Tenille Dashwood.

### AEW (2019–2022)
Am 1. September 2018 veranstalte ihr Ehemann Cody Runnels (Cody Rhodes) mit den Wrestlern Matthew und Nicholas Massie (Matt und Nick Jackson), die auch als die Young Bucks bekannt sind, einen PPV namens All In. Der Erfolg von All In bewegte Cody Rhodes und die Young Bucks dazu, eine eigene Wrestling-Promotion auf die Beine zu stellen, sodass die Young Bucks am 1. Januar 2019 auf ihrer produzierten YouTube-Show Being The Elite die Gründung einer auf dieser Veranstaltung aufbauenden Promotion unter dem Namen All Elite Wrestling bekannt gaben. Als Investoren der neuen Liga fungierten der aus Pakistan stammende US-amerikanische Geschäftsmann Tony Khan, der u. a. auch Co-Besitzer der in der NFL ansässigen American-Football-Mannschaft Jacksonville Jaguars und des englischen FußballvereinsFulham FC ist, sowie auch dessen Vater, der Milliardär Shahid Khan. Am 8. Januar 2019 gaben Brandi Runnels, deren Ehemann Cody Runnels, sowie Matthew Massie und Nicholas Massie eine erste Pressekonferenz vor dem Stadion des National-Football-League-Teams Jacksonville Jaguars, das sich im Besitz von Shahid Khan befindet. Ihr Ehemann Cody Runnels, Matthew Massie und Nicholas Massie übernahmen Positionen in der AEW-Unternehmensführung als Executive Vice Presidents. Brandi Runnels übernahm die Position des Chief Brand Officers.
Neben der Rolle als Chief Brand Officer tritt sie auch unter dem Ringnamen Brandi Rhodes als Wrestlerin auf. Am 25. Mai 2019 trat sie bei Double or Nothing an, nachdem sie das geplante 3-Way Match zwischen Britt Baker, Nyla Rose und Kylie Rae in ein 4-Way Match umänderte, indem sie Awesome Kong dem Match hinzufügte. Ihr erstes Match bei AEW bestritt sie am 13. Juli 2019 beim PPV Fight for the Fallen, in welchem sie Allie besiegte. Mit Allie bildete sie das Tag Team Nightmare Sisters. Sie nahmen am AEW Women’s Tag Team Cup Tournament teil. Bei der AEW Dynamite-Ausgabe vom 22. August 2020 verloren sie im Finale gegen Diamante und Ivelisse.